# Дом Варакина (Вологда)
Дом Варакина — историческое здание в Вологде по адресу набережная VI Армии, 137. Дом является одним из старейших зданий в Вологде, встречается на плане 1781 года. Исследователи атрибутируют строительство 1770-ми. Известно, что в конце XVIII века зданием владели купец первой гильдии Иван Алексеевич Шапкин и его супруга Наталья, которая унаследовала особняк от отца. У супругов Шапкиных не было детей, поэтому после их смерти он перешёл во владение города, а в 1828-м решением Сената отошёл родственникам Натальи Шапкиной Николаю Ивановичу и Софье Митрополитовым. Они продали дом купцу Николаю Борисовичу Корелкину 1 апреля 1829 года. Спустя 21 год дом выкупил городской голова Александр Васильевич Сорокин, а с середины 1890-х и до революции 1917 года бессменным владельцем оставался Фёдор Александрович Варакин из династии вологодских купцов, занимавшихся речными перевозками.
Фёдор Варакин владел несколькими пароходами, имел свой кирпичный и маслобойный заводы. Его потомок Иван Иванович Варакин впоследствии стал известным художником и архитектором.
За более чем два столетия дом неоднократно перестраивали. Свой современный облик здание получило после ремонта в XIX веке, а планировка интерьеров сохранилась со второй половины XVIII столетия.
С 1981 года в здании располагается Вологодская центральная районная больница.